# バルジ成形
バルジ成形（バルジせいけい、英: Bulge forming）とは、プレス内の金型にパイプ素材をセット後、メインシリンダーが型締めが終わると、横押しシリンダーが素材両端をシールし軸方向に圧縮しながら高圧の液体を素材に充填して、金型に彫られた形状に素材を押し込んで中空成形を行う成形。　
ハイドロフォーミング（英: Hydroforming）は型締めシリンダーと横押しシリンダーの数量はバルジ成型機と同じ３軸で、横押しシリンダーの働きは素材管内に液体を注入した時に液体が漏れない様にシールして液体の圧力で素材を成形する加工で材料が押し込まれる量はバルジ成形に比較し少ない。

## バルジ成型機
金属などの素材をバルジ成形する際に用いられる加工設備がバルジ成型機(バルジせいけいき)で、型締めシリンダー1軸と横押しシリンダー2軸の合計3軸のシリンダー構造である。バルジ加工機とも言う。型締め油圧シリンダで加工素材をセットした型をクランプした後に、横押し油圧シリンダでパイプ内部にオイル又は水などの液体を供給し昇圧させながら成形品の減肉を避ける目的で両サイドから素材を送り込む機能を持った機械。
液体を増圧させて材料の押し込み量を少なくしたものがハイドロフォーミング（Hydroforming）である。